# Arma d'alleanza
In araldica, si definiscono «armi d'alleanza» quegli scudi partiti, interzati, inquartati nei cui campi sono presenti gli stemmi di famiglie unite in matrimonio o da qualche altra forma di alleanza.
In questi scudi l'arma principale (quella del marito o della famiglia più importante) occupa la prima partizione di destra, o il primo quarto, o il capo o la posizione sul tutto.

Casato di Rohan
Inquartato di Rohan e di Chabot
Partito di Rohan e di Bretagna
Inquartato di Navarra e di Evreux; in cuore partito di Rohan e di Bretagna

Talora l'alleanza è simboleggiata anche solo dall'accostamento degli scudi dei due coniugi.

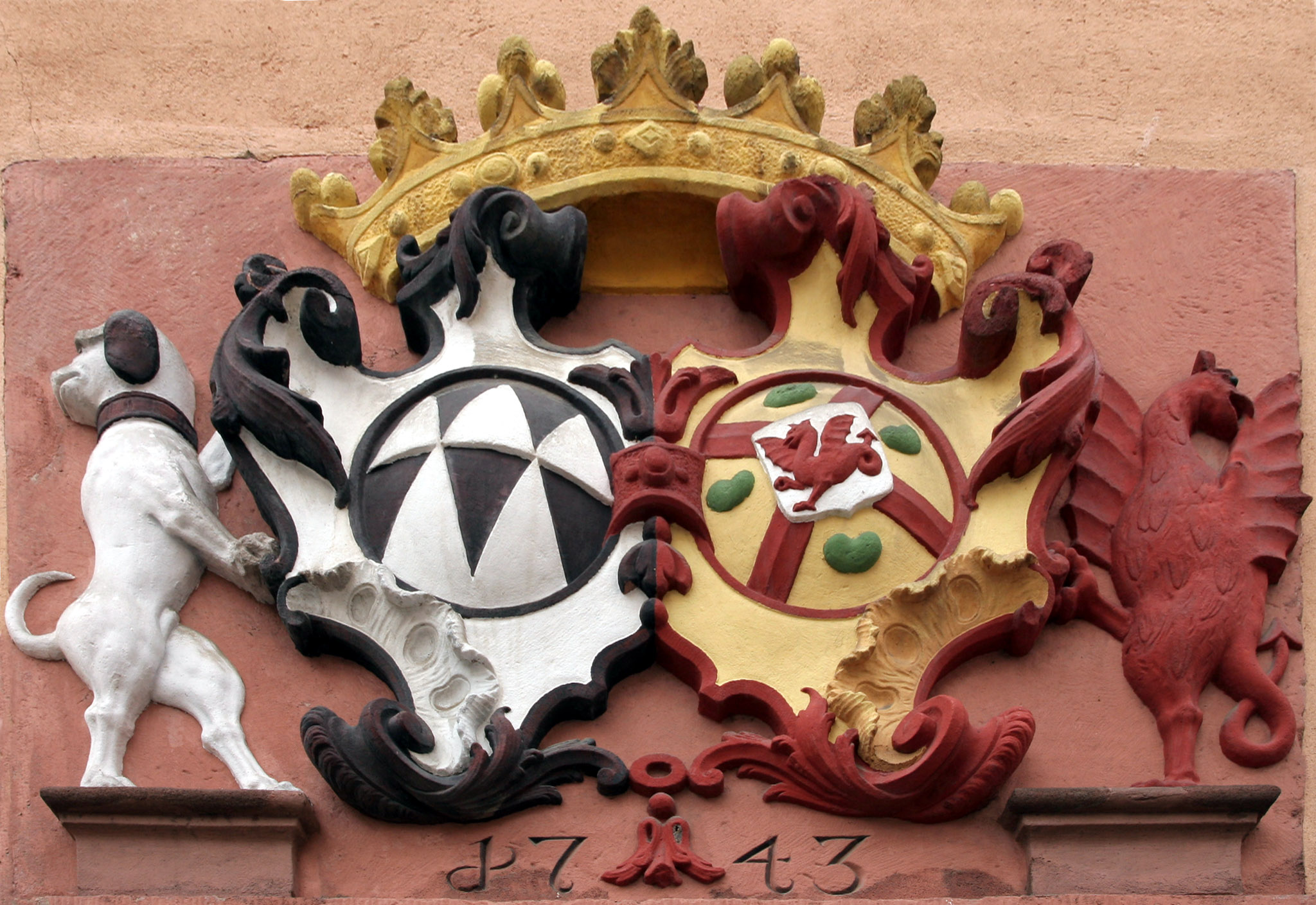
Arma d'alleanza delle famiglie Wambolt e Kesselstadt, sul palazzo Wambolter Hof in Bensheim